# Velîmce, Ratne
Velîmce (în ucraineană Велимче) este localitatea de reședință a comunei Velîmce din raionul Ratne, regiunea Volînia, Ucraina.

## Demografie
Componența lingvistică a localității Velîmce
     Ucraineană (99,83%)
     Alte limbi (0,17%)
Conform recensământului din 2001, majoritatea populației localității Velîmce era vorbitoare de ucraineană (99,83%), existând în minoritate și vorbitori de alte limbi.